# جيل ماكلين
جيل ماكلين (بالإنجليزية: Jill MacLean)‏ (1941، إنجلترا في المملكة المتحدة)؛ روائية كندية.